# Borszippa
Borszippa (eredetileg Barszip, sumer nyelven Ba-ad-DUR-si-ab-ba, akkádul: Barzipa, Tintir-ilkum-KI, Kinnir vagy Kinunir), mai nevén Birsz Nimrud Babilontól délre, az Eufrátesztől nyugatra fekvő ókori város volt, a „második Babilon”. Sosem volt önálló, de Nabú („A Próféta”) tisztelete révén fontos kultikus szerepet töltött be a Kr. e. 1. évezredben, különösen az Újbabiloni Birodalom évtizedei során.

## Története
Borszippáról először Hammurapi írt törvénykönyvében, építkezései felsorolásakor. A helyreállított régi szentélyek között említi az Ezidát, Nabu isten templomát. Borszippa az asszír uralom alatt is virágzó város volt, fénykorát azonban az újbabilóni időszakban élte, és ekkor teljesen újjáépült, második Babilonnak is nevezték. 
A babiloni birodalom bukása után a város tovább élt. Arabbá vált nevét Al-birsz, Dzsemet Birsz, Birsz Nimrud változatokban írták.
Az Abbászidák uralma alatt speciális ruháiról volt híres. 
Borszippát a 12. században európai utazóként Tudelai Benjámin a neves hispániai zsidó rabbi látogatta meg először. Később egyre többen keresték fel a romokat. A látogatók többsége a borszippai zikkurat romjait tartotta Bábel tornyának.

## Régészet
A területen az első feltárást 1852-ben Oppert végeztette, majd 1902-ben Koldewey végzett feltárásokat a zikkurat körül és az Ezidában.
A város közelében nagy tó volt, Borszippa a tóból kiágazó öböl mellett feküdt. Hajózható csatorna kötötte össze Babilonnal. A tó - bár erősen elmocsarasodva - még a 20. század közepe táján is létezett.
Borszippa középpontja Ezida volt, Nabunak, a város istenének templomkörzete, ahol egymás mellett állt a zikkurat és Nabu temploma.
A zikkurat (toronytemplom) még ma is 47 méterre emelkedik ki környezetéből, melyen legalább 3 lépcső van. Tetején a vályogtéglákat egykor erős villámcsapás vagy tűz égette keményre, melyek sziklaként meredeznek. A terasztemplom neve Euriminaki („az Ég és Föld hét lépcsőfoka”) volt. Ami a régészeti leletek szerint is alátámasztja azt, hogy a zikkurat egykor hét teraszból állt.
A zikkurattól északkeletre a Nabu-templom állt. Az épület középudvaros, sarkai a négy égtáj felé mutattak. Nabu a tudás, bölcsesség és a tanulás istene, Marduk fia volt. A babiloni újévi ünnepségek során játszott igen fontos szerepet. Ez alkalmakkor szobrát csónakkal vitték a fővárosba.
A szentélykörzetet pompás felvonulási út kötötte össze a kapuval, ahonnan a Babilonba vezető út és csatorna indult. A lápiszlazuli kapu borítása kék mázas tégla volt.
E területtől északkeletre álló domb feltevések szerint a paloták maradványait rejti. Tetején ma kis zöld kupolás mauzóleum áll, melyet Ábrahám (Ibrahim al-Khalil) tiszteletére emeltek. A helyi hagyomány szerint Ábrahám itt, Borszippában született, és itt vetették tűzre.